# 존 E. 워커
존 어니스트 워커 경(영어: Sir John Ernest Walker, 1941년 1월 7일 ~ )은 영국의 화학자이며, 1997년 아데노신 삼인산 합성 반응의 기초를 이루는 효소 기작에 대한 메커니즘을 규명한 공로로 폴 D. 보이어, 옌스 크리스티안 스코우 와 함께 노벨 화학상을 수상하였다.